# Hidroxilpiromorfita
La hidroxilpiromorfita és un mineral de la classe dels fosfats que pertany al grup de l'apatita. Rep el nom per ser l'anàleg amb hidroxil de la piromorfita.

## Característiques
La hidroxilpiromorfita és un fosfat de fórmula química Pb₅(PO₄)₃(OH). Va ser reportada per primera vegada com una espècie sense anomenar, i l'any 2017 va ser aprovada com a espècie vàlida per l'Associació Mineralògica Internacional. Cristal·litza en el sistema hexagonal. La seva duresa a l'escala de Mohs es troba entre 3,5 i 4.
Segons la classificació de Nickel-Strunz pertany a «08.BN - Fosfats, etc. amb anions addicionals, sense H₂O, només amb cations de mida gran, (OH, etc.):RO₄ = 0,33:1» juntament amb els següents minerals: aradita, magganasita, fluorpiromorfita, fluorsigaiïta, fluoralforsita, alforsita, belovita-(Ce), clorapatita, mimetita-M, johnbaumita-M, fluorapatita, hedifana, hidroxilapatita, johnbaumita, mimetita, morelandita, piromorfita, fluorstrofita, svabita, turneaureïta, vanadinita, belovita-(La), deloneïta, fluorcafita, kuannersuïta-(Ce), hidroxilapatita-M, fosfohedifana, estronadelfita, fluorfosfohedifana, carlgieseckeïta-(Nd), vanackerita, miyahisaïta, pieczkaïta, hidroxilhedifana, pliniusita, parafiniukita, arctita, krügerita i goryainovita.
L'exemplar que va servir per a determinar l'espècie, el que es coneix com a material tipus, es troba conservat a les col·leccions mineralògiques del Museu d'Història Natural del Comtat de Los Angeles, a Los Angeles (Califòrnia) amb el número de catàleg: 66627.

## Formació i jaciments
Va ser descoberta a la mina Copps, situada a la localitat de Marenisco, al comtat de Gogebic (Michigan, Estats Units). També ha estat descrita en altres indrets de l'estat de Pensilvània (EUA), Namíbia i Àustria.